# 多特會議
多特會議（Synod of Dort）是一個國際性的教會會議，於1618-1619年在多特(作為多德雷赫特的簡稱) 為荷蘭的改革派教會舉辦，藉以解決因阿民念主義的興起而引發的分裂性爭議。
第一次會議舉行在1618年11月13日，而最後一次(第154次)的會議是在1619年5月9日舉行。八個位於國外的改革宗教會的表決代表也應邀參加。
會議的法令和宗教會議文件於2014年作第一次最完整和關鍵的出版。

## 背景
於1578年於多特已曾舉行過一次國級的教會會議，故此1618年的會議可被認知為第二次多特會議。
教會會議的法案結連於荷蘭與西班牙的“十二年休戰”(Twelve Years' Truce)時期間出現政治陰謀和爭鬥。在雅各阿爾米紐斯去世後，他的追隨者對比利時信條 (Belgic Confession) 和約翰·加爾文、泰奧多爾·貝扎(Theodore Beza)和他們的追隨者的教導，發出反對的聲音。這些反對意見發表在"1610年諫文檔" (Remonstrance of 1610)，阿民念主義者故此也被稱為“抗辨派”。 他們的教導是有關上帝的揀選是基於預見的信心、一個普世性的贖罪、可被抗拒的恩典、並救恩失落的可能性。由弗朗西斯·戈馬魯斯 (Franciscus Gomarus)所領導的加爾文主義者的派別，後來被稱為"反抗辯派"。阿民念派被認為是已準備與西班牙作出妥協，而荷蘭加爾文主義者亦不是，故阿民念被有些人認為是政治的叛徒。於1617-8年的宣傳戰中，阿民念派被弗朗西斯(Francis van Aarssens)指控為西班牙王費利佩四世工作。這個全國性的教會會議的計劃，於1618年3月由阿德里安保羅  (Adriaan Pauw) 發起。在此之前，他們曾有過爭論關於教會會議是否應該擁有國家性。於1617年，這個問題因應英國大使達德利查爾頓(Dudley Carleton)的介入而決定下來。

## 目的
這個教會會議的目的是要解決阿民念主義所引起的爭議，但它隨後就被指控會議的結果其實已經早已決定了。按弗雷德里克·卡爾德龍(Frederick Calder)的表述，“在這國際的教會會議以先，(抗辨派學說的)判罪已早被決定”。 但在另一方面，在阿民念主義者的判罪背後，教會會議信條的神學理念，並沒有打算按極端加爾文主義者所想要的提供支持。在詳細的討論中，荷蘭的加爾文主義的極端觀點得以被緩和。

## 委任
教會會議有從歐洲大陸而來的改革宗代表成員，以及來自英倫三島的代表。在這些群體中，也從英國的教會和蘇格蘭聖公會教會的代表。

## 過程
伊皮克普斯 (Simon Episcopius) 是14個抗辯派的代言者。在會議的最後，他以表達對大會的不滿作結論，並且反抗辯派成功阻止有投票權的荷蘭改革派教會阿民念主義支持者為他們的觀點作精確的表述。伯納德 (Bernard Dwinglo) 和約翰內斯·阿諾爾迪維努斯 ( Johannes Arnoldi Corvinus) 呼籲英國教會的代表，和其他來自海外的代表，支持並按相應的立場提供書面文件。此後，他們再以一個月的時間處理有關抗辯派的程序事項。他們終於在第57次的會議中被遂出。

## 多特信條
教會會議最後以反對阿米念的觀點作結論，並闡述了改革的原則上的每個論點，當中包括: 
1. 全然敗壞；
2. 無條件的揀選；
3. 有限度的救贖 (他們認為基督的救贖工作，原本只為選民，而不是對普世的)；
4. 不可抗拒的恩典；
5. 並一次得救永遠得救。

這可被簡稱為"加爾文主義的五個特點"。多特會議中決議定立的五大要點的原則，大致可了解為多特信條，作為會議判決的解釋。

## 結果
13位抗辯派的牧師，包括伊皮克普斯，被指令留在多特直到進一步的指示。於1619年5月20日，他們被傳召至議會，並被指示要放棄教職的工作，如講道、勸誡、管理聖禮、及探訪病人。此外，伊皮克普斯被命令不可寫信函或書籍以推廣抗辯派的學說。抗辯派同意於政府任命的教會中不作任何教職的工作，但認為要是人要聚集來聽他們的聲音時，他們有責任來闡述他們的教義。7月5日，他們被傳召至國家常例會議，並被要求簽署停止的法案。當他們拒絕簽字，他們被判刑“擾動公眾安寧”，並責令離開聯合省。

## 延伸阅读
- Brown Patterson, W. (1990). 'The Synod of Dort and the Early Stuart Church' [i.e., the Church of England], This Sacred History: Anglican Reflections, [festschrift] for John Booty, ed. Donald S. Armentrout (Cambridge, Massachusetts: Cowley Publications), p. 199-221. ISBN 1-56101-003-0
- Hoeksema, Homer C., The Voice of Our Fathers: an Exposition of the Canons of Dordrecht. Second ed. (Jenison, Mich.: Reformed Free Publishing Association, 2013). N.B.: The publisher's first ed. appeared in 1980. ISBN 978-1-936054-26-8
- Lieburg, Fred van. The Synod of Dordrecht, 1618–1619 (Dordrecht: Historisch Platform Dordrecht, 2017) (also published in Dutch and German)
- Rockwell, William Walker. . Chisholm, Hugh  (编).  8 (第11版). London: Cambridge University Press. 1911.